# Kazumasa Kawano
Kazumasa Kawano (jap. 河野 和正, Kawano Kazumasa; * 7. November 1970 in der Präfektur Ōita) ist ein ehemaliger japanischer Fußballspieler.

## Karriere
Kawano erlernte das Fußballspielen in der Schulmannschaft der Nakatsu Technical High School. Seinen ersten Vertrag unterschrieb er 199 bei Mazda. Der Verein spielte in der zweithöchsten Liga des Landes, der Japan Soccer League Division 2. 1990/91 wurde er mit dem Verein Vizemeister der Division 2 und stieg in die Division 1 auf. Mit Gründung der Profiliga J.League 1992 und der damit verbundenen Neuorganisation des japanischen Fußballs wurde der Mazda zu Sanfrecce Hiroshima. 1994 wurde er mit dem Verein Vizemeister der J1 League. Für den Verein absolvierte er 59 Erstligaspiele. 1997 wechselte er zum Ligakonkurrenten Nagoya Grampus Eight. Im September 1997 wurde er an den Erstligisten Yokohama Marinos ausgeliehen. Für den Verein absolvierte er 10 Erstligaspiele. 1998 kehrte er nach Nagoya Grampus Eight zurück. 1999 wechselte er zum Ligakonkurrenten Cerezo Osaka. Am Ende der Saison 2001 stieg der Verein in die J2 League ab. Für den Verein absolvierte er 25 Spiele. Ende 2002 beendete er seine Karriere als Fußballspieler.

## Erfolge
Sanfrecce Hiroshima
- J1 League

Vizemeister: 1994
- Kaiserpokal

Finalist: 1995, 1996
Cerezo Osaka
- Kaiserpokal

Finalist: 2001